# Федеральный социальный суд Германии

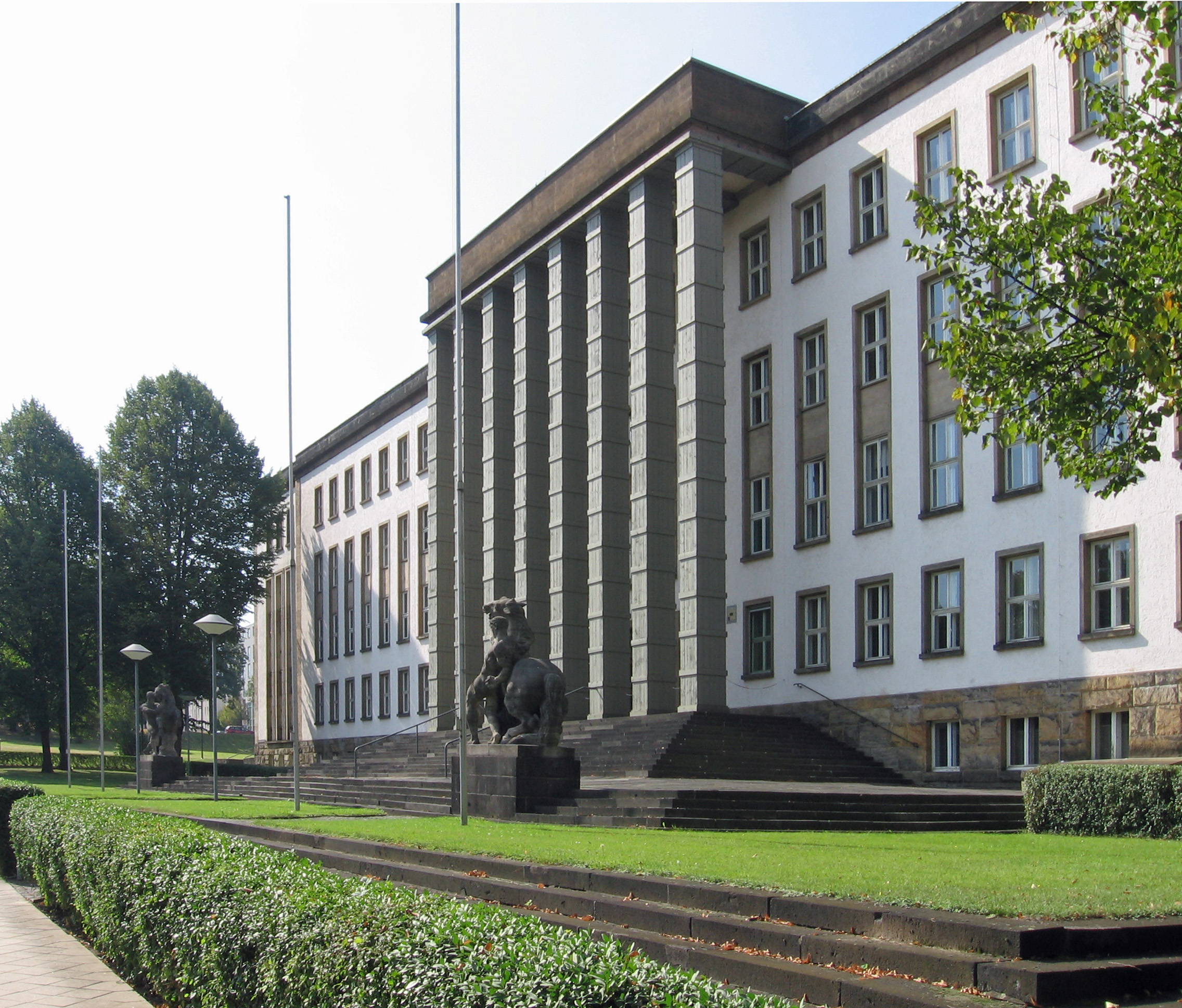
Федеральный социальный суд Германии

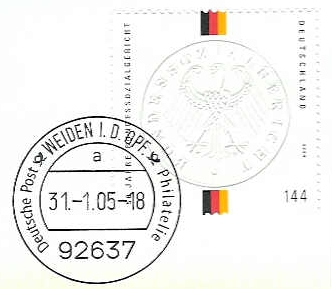
Почтовая марка, посвящённая пятидесятилетию суда

Федеральный социальный суд Германии (нем. Bundessozialgericht, BSG) — один из пяти высших судов Федеративной Республики Германия (наряду с Федеральным административным судом, Федеральным трудовым судом, Верховным Федеральным судом и Федеральным финансовым судом), рассматривающий правовые споры, возникающие в социальной сфере, к которым относятся, в частности, вопросы, связанные с социальным и медицинским страхованием, пенсионным обеспечением, урегулированием последствий несчастных случаев на производстве. Основан 11 сентября 1954 года, первое открытое слушание состоялось 23 марта 1955 года. Расположен в Касселе.

## Правовое регулирование
Создание Федерального социального суда предусмотрено статьёй 95 конституции Германии 1949 года.
3 августа 1953 года первый состав Будестага принял закон о социальных судах, который вступил в силу 1 января 1954 года. Согласно этому закону в Германии были учреждены социальные суды (нем. Sozialgericht), ставшие судами первой инстанции, земельные социальные суды (нем. Landessozialgericht), ставшие, соответственно, в большинстве случаев судами второй инстанции по пересмотру решений социальных судов и Федеральный социальный суд.
До 1954 года социальных судов в Германии не было. Предшественником, в плане регулирования споров в сфере социального права, было Федеральное ведомство социального страхования (нем. Reichsversicherungsamt).

## Представлять интересы в суде должен юрист
Согласно параграфу 73 абзац 4, предложения 1 и 2 закона о социальных судах, представлять интересы сторон в этой инстанции обязан юрист. В этом проявляется отличие от социальных судов и земельных социальных судов, где, согласно параграфу 73 абзац 1 того же закона истец и ответчик могут представлять свои интересы самостоятельно.

## Задачи суда
В задачи Федерального социального суда входит прежде всего пересмотр решений земельных социальных судов, рассмотрение жалоб на отказ в пересмотре дел социальных судов, а также в некоторых случаях пересмотр решений социальных судов (нем. Sprungrevision). Федеральный социальный суд рассматривает и спорные вопросы неконституционного характера, затрагивающие социальное страхование или другие области социальной подсудности, возникающие между федерацией и землями или между отдельными землями.

## Структура
Во главе суда стоит президент. По состоянию на начало 2017 года это вступивший в должность 1 октября 2016 года Райнер Шлегель.

### Сенаты
Существуют четырнадцать сенатов, которые рассматривают спорные дела по следующим категориям:
1. Страхование на случаи болезни.
2. Страхование от несчастных случаев.
3. Страхование на случаи болезни, страхование на случай постоянного ухода за пациентом.
4. Базовое обеспечение безработных (совместно с 14-м сенатом).
5. Государственное пенсионное обеспечение (совместно с 13-м сенатом).
6. Медицинское право.
7. Права беженцев или соискателей этого статуса.
8. Социальная помощь.
9. Социальные компенсации и вопросы по инвалидности.
10. Различные виды пособия на детей. Защита от сверхдолгого судопроизводства.
11. Пособие по безработице.
12. Вопросы взносов и прав участников страхования на случай болезни, на случай постоянного ухода и пособия по безработице.
13. Государственное пенсионное обеспечение (совместно с 5-м сенатом).
14. Базовое обеспечение безработных (совместно с 4-м сенатом).

Каждый сенат состоит из трёх профессиональных и двух непрофессиональных судей — шёффенов. По состоянию на 2015 год 11 из 42 профессиональных судей были женского пола, что составляет 26 %.

### Большой сенат
Как и во всех судах высшей инстанции в Германии, для единообразия принимаемых решений, Федеральный социальный суд имеет в своём составе Большой сенат, полномочия которого установлены в параграфе 41 закона о социальных судах.
Абзац 1 параграфа 41 предписывает создание сената. Второй абзац указывает на то, что Большой сенат вступает в действие в том случае, если один из 14 сенатов планирует принять решение, которое отличается от приговоров других сенатов или самого Большого сената.

## Президенты суда

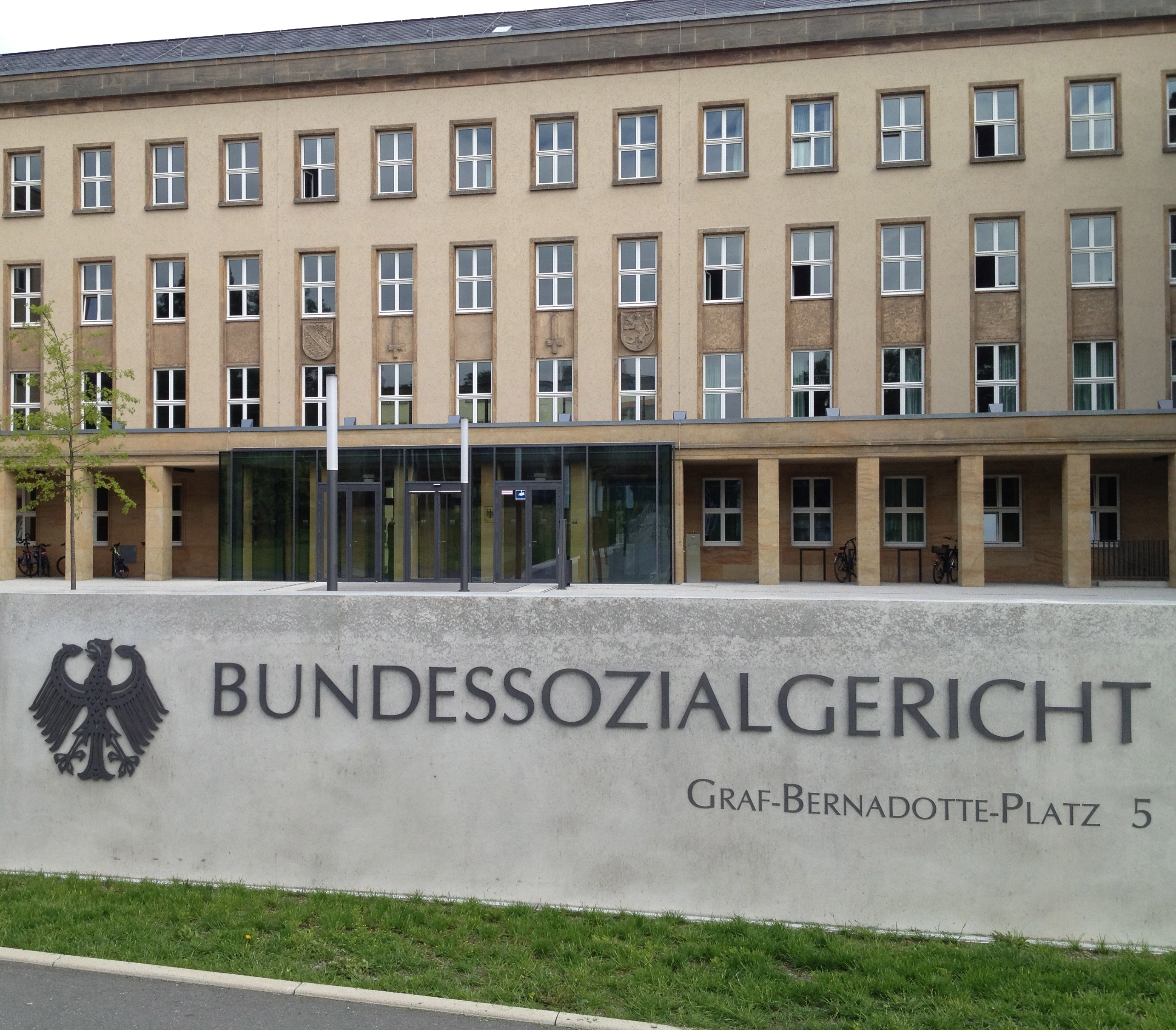
Федеральный социальный суд Германии. Кассель

|   | Имя, фамилия, годы жизни             | Вступление в должность | Уход с должности |
| - | ------------------------------------ | ---------------------- | ---------------- |
| 1 | Йозеф Шнайдер (нем.) (1900—1986)     | 20.07.1954             | 31.10.1968       |
| 2 | Георг Ванангат (нем.) (1916—2006)    | 28.01.1969             | 30.06.1984       |
| 3 | Генрих Рейтер (нем.) (р. 1930)       | 01.07.1984             | 31.08.1995       |
| 4 | Маттиас фон Фульфен (нем.) (р. 1942) | 01.09.1995             | 31.12.2007       |
| 5 | Петер Мазух (нем.) (р. 1951)         | 01.01.2008             | 30.09.2016       |
| 6 | Райнер Шлегель (нем.) (р. 1958)      | 01.10.2016             |                  |

## Здание суда

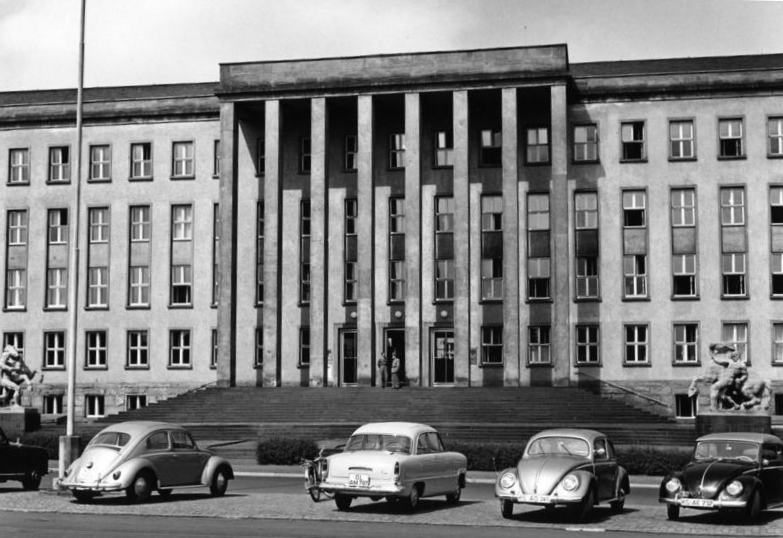
Здание суда (1958)

Здание суда выполнено в стиле неоклассицизма и является памятником культуры земли Гессен. Перед входом находятся скульптуры работы Йозефа Вакерле.
Здание первоначально предназначалось для нужд 11 военного округа и было сдано в эксплуатацию 11 мая 1938 года. Когда Кассель рассматривался как возможная столица ФРГ, строение должно было служить местом расположения Бундестага и Ведомства федерального канцлера Германии.
Столицей город Кассель не стал, и вместо парламента и ведомства канцлера в здании находились два федеральных суда — социальный и трудовой. После объединения Германии Федеральный трудовой суд был перенесён в Эрфурт. Таким образом с 1999 года в здании остался только Федеральный социальный суд.

## Официальная форма одежды
Для судей и должностных лиц судебного ведомства предписываются мантия и берет цвета кармин, а также галстук белого цвета.
Существует ряд различий между одеждой судей и должностных лиц: галстуки судей более широкие, мантия и берет у судей отделаны шёлком, а у остальным должностных лиц шерстью.